# Interim menedzsment
Az interim menedzsment egy olyan időszakosan fennálló tevékenységi forma, melynek során egy meghatározott időszakra egy külső, ún. átmeneti vezető (interim menedzser) vállalja meghatározott körülmények között - menedzsment tudásának átadását.

## Az interim menedzsment története
Az interim menedzsment történelmi gyökerei egészen a római korig nyúlnak vissza, az ókori római adószedőkig (Latin: publicanus, tsz.: publicani) vagy „római vállalkozókig”, akiket középületek építésével, fenntartásával, a tengerentúli csapatok ellátásával vagy adószedéssel bíztak meg. Ez a megbízáson alapuló rendszer a Krisztus előtti 3. századig tartott.
Az interim menedzsment modern kori használata az 1970-es éves közepén, végén kezdődött, amikor is a holland állam hosszabb felmondási idő bevezetésével próbálta védeni a munkavállalókat, így a munkáltatóknak magas elbocsátási költségekkel kellett szembenézniük. Menedzserek rövid távon, határozott időre való alkalmazása ennek elkerülésére ideális megoldásnak tűnt.
Ugyanakkor az üzleti világban a változások mind gyakoribbak és gyorsabbak lettek, a projekt alapú működés a vállalatok rutinjává kezdett válni. Ezért a konkrét feladatra, határozott időre szerződtetett munkatársak iránt mind nagyobb lett a kereslet. Az interim menedzsment alapítói felismerve az ebben rejlő piaci lehetőséget, létrehoztak egy felsővezetőkből álló panelt, ahonnan speciális menedzsment feladatokra helyezték ki a tagokat. Így született meg az interim menedzsment koncepciója. Ezt követően az Egyesült Királyságban, majd a többi nyugat-európai országban is mind több, professzionális interim menedzsment szolgáltató cég jelent meg, amelyek kialakították és továbbfejlesztették az interim menedzsment szolgáltatás elméletét és gyakorlatát.
Az interim menedzsment gyorsan növekvő, rugalmas erőforrás és megoldás szolgáltatóvá nőtte ki magát. Ma óvatos becslések szerint is Európában évente több milliárd eurós forgalmat bonyolítanak le az interim menedzsment szolgáltatók.

## Kik az interim menedzserek?
• Közép- és felsővezetők.
• Általában 45 év felettiek.
• Megbízásaik határozott időre, határozott feladatra szólnak.
• Az interim menedzser nem törekszik arra, hogy állandó munkaszerződést kapjon a Megbízótól, a szerződés eredményes teljesítése után távozik a vállalattól és felkészül a következő feladatra.
• Tudatosan építi karrierjét, elhivatottságot érez ezen életforma iránt, és nem tévesztendő össze a két munkaviszony közötti állapotban lévő vezetővel.
• Munkaterületének igazi szakértője, professzionális szakember.
• Az interim menedzser élete során már több munkahelyen szerzett tapasztalatot és az ipar, a szolgáltatások, illetve a kereskedelem különböző ágazataiban dolgozott.
Egy 2009-ben elvégzett magyarországi felmérés szerint az interim menedzsert a következők jellemzik:
- általában „túlképzett” legyen a feladatra;
- átmenetileg a megbízó cég csapatának tagjává váljon;
- könnyen és gyorsan nyerje el a munkatársak együttműködését és bizalmát

Felsővezetőkön kívül specialisták és kiemelt projektek vezetői, akikre a vállalkozás normál működése során nincs igény.

## Az interim menedzsment hozzáadott értéke[6]
Az interim menedzsment nem egy átlagos üzleti megoldás, hozzáadott értéket képvisel.
Gyorsaság. Egy interim menedzser gyorsabban realizál értéket a vállalat számára. Bevetését nem előzi meg hosszú kiválasztási és betanítási procedúra, mivel az adott területet ismeri, gyorsan átlátja a helyzetet és beilleszkedik, így már az első naptól értéket ad.
Professzionalitás. Az interim menedzserek minden esetben területük kiváló ismerői, tapasztalt és nagy tudású vezetők, kvalifikáltak az adott pozícióra. Olyan tudást és tapasztalatot képesek behozni, ami hiányzik a cégből, pl. speciális képességet vagy problémamegoldást.
Hatékonyság. Az interim menedzser cégvezetői szintű döntéskörrel bír, így valós változást hoz a cégbe, képes munkatársai képzésére, így az interim projekt távozása után is sikeres marad.
Elkötelezettség. Az interim menedzserek menedzserek magas színvonalú, professzionális munkát végeznek, nem csak vezetői múltjukból fakadóan, hanem jövőbeli interim megbízásaik is a sikeres, professzionális munka függvényei.
További jellemzőik:
Return on investment. Az interim menedzser magasan képzett és rendkívül nagy iparág specifikus tapasztalatot, know-how-t oszt meg a céggel és ad át a munkatársaknak, tudja, hol lehetnek a problémák, buktatók és ezzel időt, pénzt takarít meg. Célorientált, arra összpontosít, ami a legjobb az üzletmenetre nézve.
Rugalmasság. A feladat befejezése után nincs munkajogi vonatkozású probléma (elbocsátás, végkielégítés, stb.), és a következő felmerülő feladatra ismét az arra legalkalmasabb külső menedzseri erőforrás vehető igénybe.
Költséghatékonyság. Jó eszköz az indokolatlanul nagy létszám kiküszöbölésére, mert az interim menedzser annyi ideig marad, amennyi a feladat megvalósításához szükséges.
Felelősség. Az interim menedzser más, mint a tanácsadó. Felelősséget vállal, és végrehajt. Nem csak javasol, riportokat készít és tanácsokat ad, hanem képes megtörténtté tenni a dolgokat.
Objektivitás. Az interim menedzser független a belső cégpolitikától, esetleges „hatalmi harcoktól” és kialakult érdekviszonyoktól, amelyek a menedzsmentet sokszor gúzsba köthetik. Őszintén megmondja, hogy mit gondol, mit lát a cégben.

## Egy interim megbízás stádiumai:[8]
1. Belépés.
2. Diagnózis.
3. Javaslat tétel.
4. Megvalósítás.
5. Exit.

## Interim menedzsment használata[9]
Hiánymenedzsment
• Szülési szabadság esetén
• Váratlan baleset, sportsérülések esetén
• Sabbatical
• Távozás és felvétel közötti szünet esetén. Az interim menedzser nemcsak a napi ügyeket veszi át, hanem részt vesz a végleges vezető felkutatásában és betanításában is.
Krízismenedzsment
• Cégbezárás, cégkarcsúsítás (lean), átstrukturálás, lényeges átszervezés, kultúraváltás (turn-around)
Projektmenedzsment
• Projekt feladatok esetén (jelentős növekedés, üzletfejlesztés, profitnövelés interim menedzsment megoldásokkal, interim menedzsment cégvásárlás, összeolvadás (M&A) operatív levezetésére, cég felkészítése eladásra.
Változásmenedzsment
• Családi vállalkozások átalakítása, generációváltás elősegítése interim menedzsment segítségével
Szakértői menedzsment
• Szakértői projektek (IT, pénzügy, kontrolling, logisztika, termék illetve szolgáltatás bevezetése, újraformálása valamint további módszerek, eljárások bevezetése, újraformálása, stb.
• Innováció (business development), cégek vagy jelentős részlegek beindítása (start up, launch), költségcsökkentés, kockázati tőke képviselete kihelyezéseknél, pénzintézetek képviselete meghatározott adósi körben.
• Coaching- Ha találunk tehetséges, alkalmas munkaerőt, aki még nem érett meg a feladatra, egy tapasztaltabb interim mellett „felszedheti” a tudást, amire szüksége van.

## Az interim menedzsment Magyarországon
"2003-ban három, korábban elsőszámú vezetőként dolgozó menedzser, Fekete István, a Henkel Magyarország Kft. volt vezérigazgatója, Steiner László, többek között a Lear Corporation volt regionális igazgatója és Dr. Tóth Tamás, a H.Neumann International Kft. első magyarországi vezetője megalapították a Hungarian Interim Management Kft.-t (HIM Kft.). A HIM Kft. akkor még egyedüliként az országban, kizárólag határozott időre kívánt kiegészítő menedzsment erőforrást biztosítani a vállalatok számára.
Ugyanebben az évben, 2003-ban létrehozták a Magyar Interim Menedzsment Egyesületet, melynek célja segíteni az interim menedzsment kultúra magyarországi terjesztését.
2004-ben a HIM Kft. csatlakozott a Senior Management International-hez (SMI), a vezető interim menedzsment szolgáltatók globális hálózatához.
A Hungarian Interim Management Kft. fejlődésének következő lépcsőfokához ért, amikor 2005-ben létrehozta szlovákiai leányvállalatát Pozsonyban.
2009-ben pedig a HIM Kft. alapítói újonnan alapított cégekben folytatták munkájukat, mindkettő azóta is a piac meghatározó szereplői közé tartozik: az Interim Vezető Szolgáltató Kft. és az Interim Management Resourcing Kft.”
2013-ban, az interim menedzsment tízéves hazai évfordulóján közösön megalapították Az év interim menedzsere díjat.
Az interim management  már nem csak a multinacionális cégek privilégiuma. A gazdasági válságot követő fellendülés valamint a beáramló gazdaságfejlesztési források következtében számos  magyar családi vállalkozás fejlődött jelentős céggé. Ezek a cégek a 2010-es években ismerték meg az interim managerekben rejlő lehetőséget és kezdtek élni vele. A következő nagy előrelépés az interim menedzsment elterjedésében a KKV-körben történő elismertetés. 